# Podilymbus
Podilymbus is een geslacht van vogels uit de familie van de futen (Podicipedidae). De wetenschappelijke naam werd gepubliceerd in 1831 door Lesson.

## Soorten
De volgende twee soorten zijn bij het geslacht ingedeeld:
- Podilymbus podiceps – Dikbekfuut

### Uitgestorven
- † Podilymbus gigas – Atitlanfuut